# 立陶宛憲法法庭

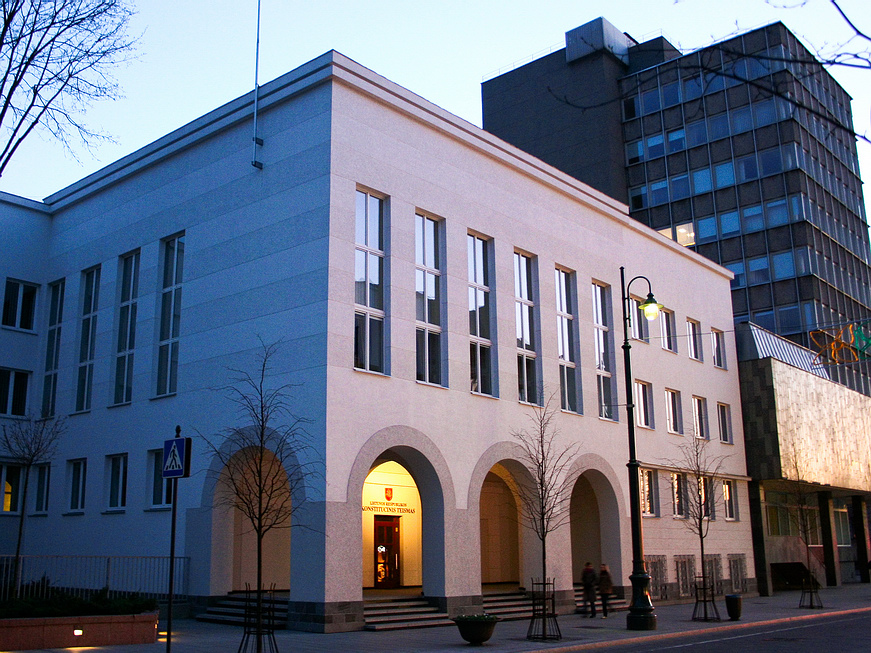
位於格迪米納斯大道的立陶宛憲法法庭

立陶宛共和國憲法法庭 是依據立陶宛宪法所设立的特别法庭。該法庭位于维尔纽斯格迪米纳斯大街。
該法庭的主要任务爲司法审查。它可以宣布国会的作爲違憲，進而使該行爲無效。這座法庭不屬於常規司法系統，這意味者它不會接受對於下級法院判決的上訴。

## 外部連結
- 官方网站

54°41′17″N 25°16′23″E / 54.688°N 25.273°E